# Пютлик, Симон
Симон Богетофт Пютлик (дат. Simon Bogetoft Pytlick; род. 11 декабря 2000, Thurø, Южная Дания) — датский гандболист, выступает за немецкий клуб «Фленсбург-Хандевитт» и сборную Дании. Олимпийский чемпион 2024 года, двукратный чемпион мира 2023 и 2025 годов, серебряный призёр чемпионата Европы.

## Карьера
Симон Пютлик родился в гандбольной семье. Его отец Ян Пютлик привел женскую сборную Дании по гандболу к двум олимпийским победам в 2000 и 2004 годах в качестве тренера. Его мать Берит Богетофт — игрок сборной Дании. Сестра Камилла подписала контракт с клубом первого дивизиона «Холстебро», вторая сестра Жозефина также играет в гандбол.

### Клубная
В сезоне 2019/20 годов Симон дебютировал за датский клуб «ГОГ». 15 сентября 2019 года сыграл свой первый матч в Лиге чемпионов КВЧ. В сезоне 2020/21 годов Питлик забил 97 голов и сделал 50 результативных передач в 22 матчах чемпионата. Был признан «Талантом года». В 2022 году был признан лучшим гандболистом Дании. С «ГОГ» стал чемпионом Дании в 2022 и 2023 годах, а также обладателем Кубка в 2023 году.
В 2023 году перешёл в немецкую Бундеслигу в «Фленсбург-Хандевитт». В декабре 2023 года стал третьим гандболистом, получившим спортивный приз Årets Fund, присуждаемый с 1929 года в Дании. В 2024 году выиграл Лигу Европы ЕГФ в составе немецкого клуба.

### Международная карьера в сборной
В составе первой сборной Дании Пютлик дебютировал 4 ноября 2021 года в матче против Норвегии, который закончился со счётом 31:28.
В январе 2023 года впервые принял участие в чемпионате мира, который состоялся в Польше и Швеции. На том турнире стал чемпионом. Был включён в состав символической сборной турнира.
На чемпионате Европы 2024 года в Германии в составе своей национальной сборной стал серебряным призёром. Сыграл в восьми матчах и забил 37 голов.
В августе 2024 года был включён в состав Дании на Олимпийский турнир по гандболу. Сборная Дании одержала уверенную победу на турнире, а игроки сборной стали Олимпийскими чемпионами. Пютлик был включён в состав всех звёзд мужского олимпийского турнира по гандболу.
В начале 2025 года принял участие в матчах чемпионата мира по гандболу. Стал двукратным чемпионом мира в составе своей национальной сборной. Вошёл в состав символической сборной турнира как лучший левый полусредний чемпионата. 